# Ulica Kanonia w Warszawie

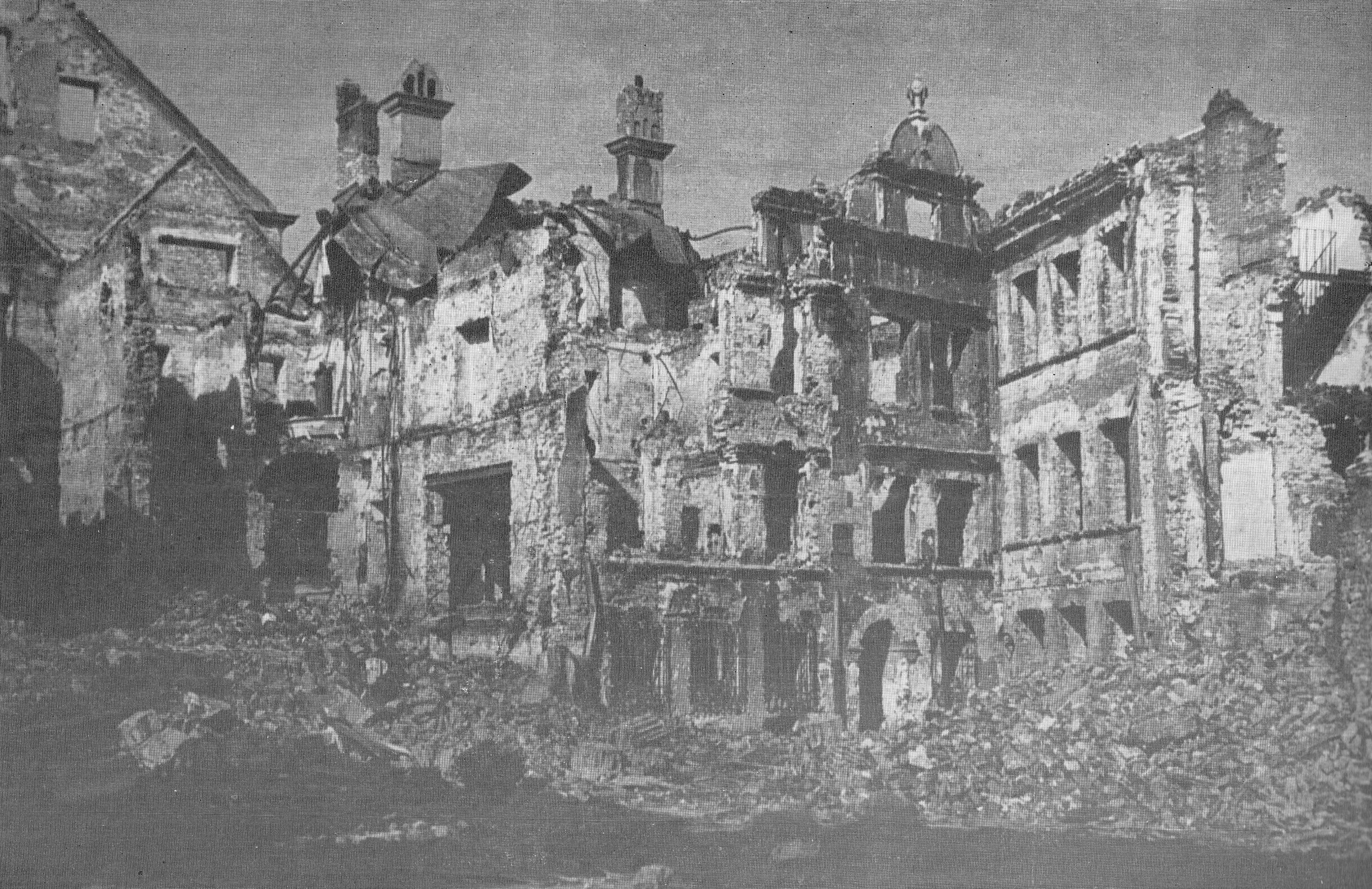
Zniszczona zabudowa ulicy w 1945

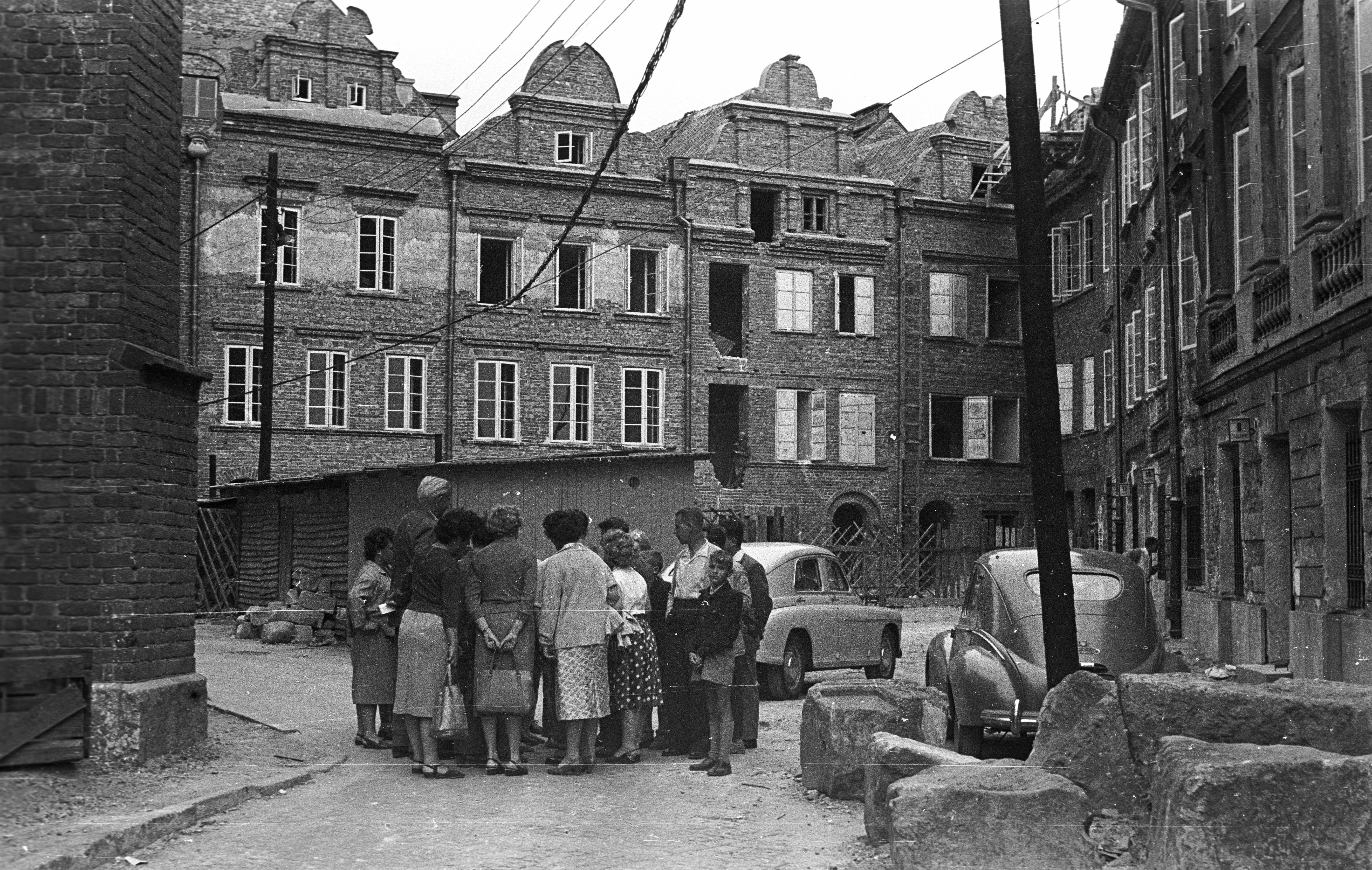
Odbudowa domów przy Kanonii w 1958

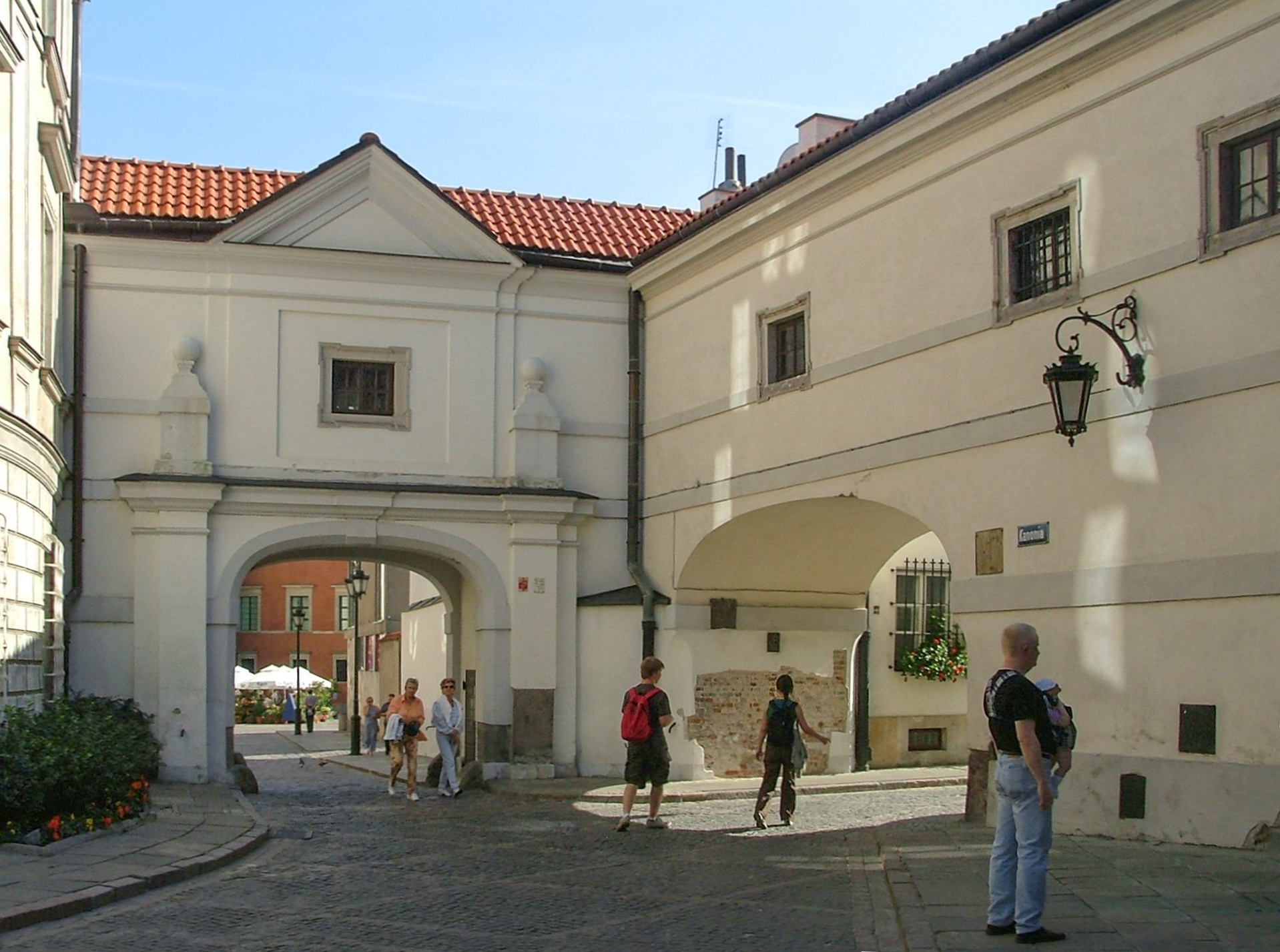
Ulica Kanonia, widok w kierunku placu Zamkowego (po lewej) i ul. Dziekania (po prawej)

Ulica Kanonia – ulica na Starym Mieście w Warszawie. 
Ulica ma postać trójbocznego placu znajdującego się na tyłach katedry św. Jana w Warszawie, u zbiegu ulic Dziekanii, Jezuickiej i uliczki wiodącej z dziedzińca kuchennego Zamku Królewskiego. Nazwa nawiązuje do znajdujących się tam kanonii – domów kanoników kolegiaty św. Jana.

## Historia
Ulica znajduje się na terenie dawnego cmentarza przykościelnego, zwanego w XV wieku Farskim, zlikwidowanego w roku 1780. Była to najstarsza nekropolia na terenie Starej Warszawy. Od roku 1406 używano już nazwy Cmentarz alias Kanonie, w nawiązaniu do przekazania tego terenu przez Janusza I Starszego pod budowę domów dla trzynastu kanoników sprowadzonych do Warszawy po przeniesieniu kapituły z Czerska. Kanonicy otrzymali działki o szerokości od 6–8 m i głębokości 10–34 m. Na kilku budynkach znajdują się tablice erekcyjne (nr 28 wystawił kanonik Stanisław Boniecki w 1541, a nr 26 kanonik Samborski w 1521). Przekazany teren był wyłączony spod jurysdykcji miejskiej i należał do jurydyki Dziekania.
Otaczające cmentarz działki wytyczono równolegle do ul. Jezuickiej; powstały na nich późniejsze posesje przy tej ulicy i po ich rozparcelowaniu – ul. Dawna. Przeciwną stronę placyku zajmowała apsyda kolegiaty św. Jana. W latach 60. XVIII wieku usunięto słupy wyznaczające granice między terenem miasta i jurydyki Dziekania, kilkanaście lat później, w roku 1780 zlikwidowano cmentarz i dla jego upamiętnienia ustawiono wtórnie figurę N. M. Panny Niepokalanie Poczętej.
Siedziby kanoników początkowo budowano z drewna; pierwsze domy murowane powstały na przełomie XV i XVI wieku. Po pożarze Starej Warszawy w roku 1607 spalone kanonie po stronie północnej odbudowano w stylistyce wczesnobarokowej, zachowane domy po stronie wschodniej modernizowano i przekształcano w ciągu całego XVII stulecia. Po roku 1613 zaczęto wynajmować mieszkania w kanoniach krawcom, kupcom, a nawet służbie, zdarzali się jednak jeszcze wyższej rangi duchowni i świeccy. Na Kanonii działały szynki, w kustodii pod nr 6 utworzono więzienie dla skazanych przez sądy kościelne, następnie w tym samym budynku – prosektorium dla wiślanych topielców.
Od stron południowej i południowo-zachodniej na Kanonię prowadzą dwie otynkowane na biało białe bramy. To fragment usytuowanego korytarza (nazywanego też galerią lub gankiem), który połączył Kolegiatę z Zamkiem Królewskim. Było to królewskie przejście z Zamku do prezbiterium. Tutaj dokonał zamachu na króla Zygmunta III Wazę w dniu 15 listopada 1620 Michał Piekarski. Zmierzającego do kościoła króla zaatakował niespodziewanie Piekarski raniąc go czekanem, zanim obezwładnił go królewicz Władysław IV.
W 1704 roku na Kanonii wymienionych jest 12 domów księżych, a w jednym mieszka lokator (komornik). W późniejszym okresie liczba komorników wzrasta, zamieszkują tu głównie krawcy, ale również oficjaliści kościelni, służba, kupcy i m.in. Pan La Croix (pułkownik). W 1792 roku liczba ludności wzrasta do 160 osób. Kanonicy wynajmowali lokale parterowe również na szynki, było ich cztery. W latach 1800–1823 trzy kamienice (dzisiaj z numerami: 6, 7 i 8) zostały zakupione przez Stanisława Staszica dla potrzeb Towarzystwa Przyjaciół Nauk, które tymczasowo miało tam swoją siedzibę.
Cała zabudowa ulicy spłonęła podczas powstania warszawskiego. Kanonię odbudowano w latach 1958–1960, skracając budynki od strony Wisły i projektując od nowa ich tylne elewacje. W 1959 w trakcie badań archeologicznych kamienicy Kanonia 18 znaleziono pozostałości prostokątnej baszty miejskiej, tzw. bramy kanoniczej. W pasie murów miejskich znajdowała się ona pomiędzy kwadratową wieżą zamku od strony Wisły a Wieżą Gnojną.
Domy przy Kanonii jako jedyne na Starym Mieście zachowały układ szczytowy, typowy dla zabudowy miast Europy Północnej – w Polsce są to Gdańsk i Toruń. Na murze krytego ganku przerzuconego nad wylotem ulicy Dziekanii, zachowała się XVIII-wieczna tabliczka z dawną pisownią nazwy ulicy: KANONIE.
Kanonia pod nr. 8 po roku 1915 była własnością poety Artura Oppmana, od roku 1930 – reżysera teatralnego Arnolda Szyfmana. Pod nr. 10 na przełomie XVIII i XIX wieku mieszkał arcybiskup warszawski Jan Paweł Woronicz, a pod nr 12 mieszkał i zmarł Jan Chrzciciel Albertrandi – historyk, jezuita, dwukrotny prezes Towarzystwa Przyjaciół Nauk.
Najwęższa kamieniczka w rogu Kanonii (zbudowana znacznie później niż te pierwsze, dopiero w XVIII w.) ma zaledwie 2 m szerokości, a to ze względu na sprytne oszczędności finansowe (podatkowe), jakie zyskiwał właściciel tak wąskiej fasady (do ustalania obciążeń fiskalnych z tytułu posiadanych nieruchomości brano pod uwagę szerokość fasady znajdującego się na niej domu od strony głównej ulicy). Jest to najwęższa kamieniczka na Starym Mieście (ma kształt klina i szeroką fasadę od strony Wisły).
W roku 1972 na Kanonii ustawiono dzwon odlany w Warszawie w roku 1646 przez Daniela Tyma z fundacji Jana Mikołaja Daniłowicza dla kolegiaty Bożego Ciała w Jarosławiu. Wcześniej był on eksponatem Muzeum Narodowym w Warszawie. Z jednej strony dzwonu znajdują się wizerunki Chrystusa, Matki Bożej i Jana Chrzciciela, z drugiej strony postać Chrystusa i kartusz z czterema herbami i informacje o fundatorze dzwonu Janie Mikołaju Daniłowiczu. Na dole umieszczony jest werset z Psalmu 150: Laudate Eum in cymbalis iubilationis omnis spiritus laudet Dominum  (Chwalcie Go na cymbałach dźwięcznych, wszelki duch niech chwali Pana).

## Ważniejsze obiekty
- Izba Pamięci Pułkownika Kuklińskiego